# Suwon-Arena
Die Suwon-Arena ist eine große Sporthalle in Suwon, Gyeonggi-do, Südkorea. Die Halle wurde 1984 eröffnet. Sie ist Teil des Suwon-Sport-Komplexes, in welchem sich auch das Suwon-Stadion befindet. Bei den Olympischen Spielen 1988 fanden dort wahrscheinlich auch Handballspiele statt. Außerdem fanden 2014 bei den Asienspielen ein Teil der Handballspiele dort statt.
Der erste Nutzer dieser Arena waren die Suwon Samsung Thunders aus der KBL. 1997 zogen sie in die Arena ein und bis 2001 diente die Arena als Heimstätte ihrer Spiele. Ein Jahr später zogen die Suwon Samsung Life Bichumi aus der WKBL und blieben von 1998 bis 2005 in der Arena. 2005 zog mit den Suwon Hyundai Engineering & Construction Hillstate ein Frauenvolleyballteam aus der V-League ein, ehe 2008 mit den Suwon KEPCO Vixtorm auch ein Männervolleyballteam aus der V-League ebenfalls einzog. Zwischen 2010 und 2012 diente die Arena als Austragungsort des KOVO-Cups, dem Nationalen Volleyballpokal.

## Galerie

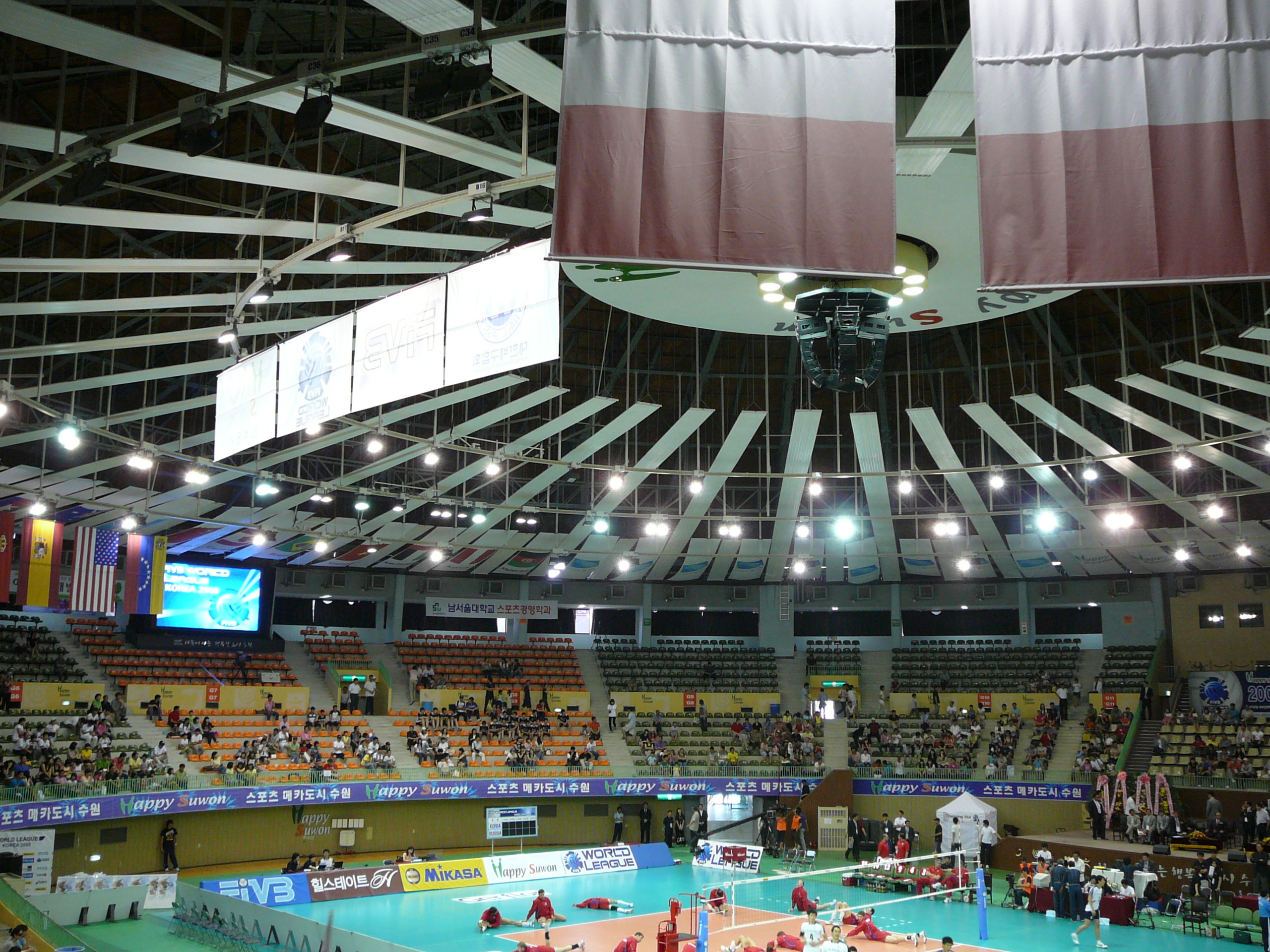
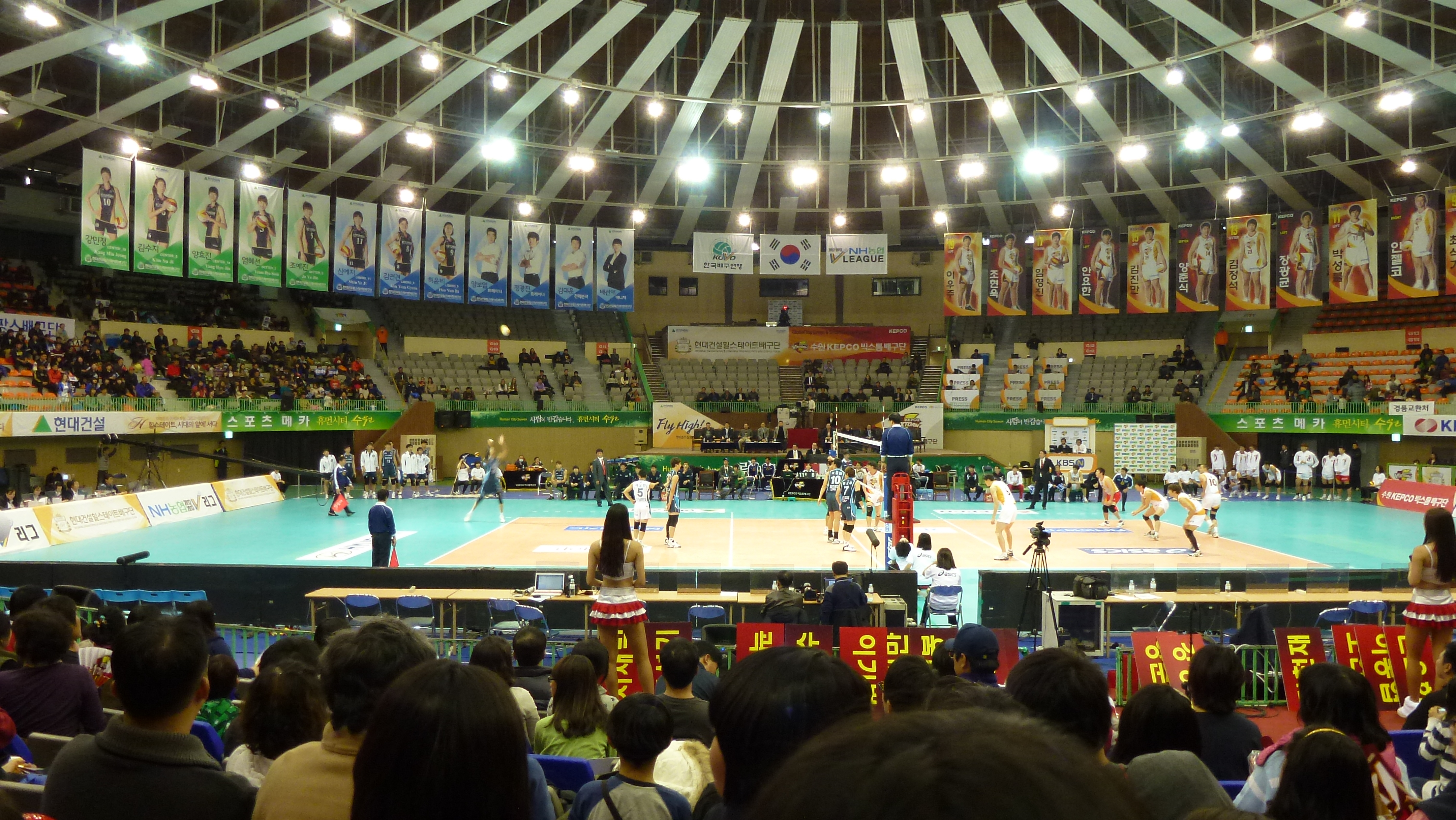